# Discografia dei Feeder
La discografia dei Feeder, gruppo rock gallese, si compone di 8 album in studio, 4 raccolte, 6 EP e oltre 30 singoli.

## Album

### Album in studio
| Anno | Titolo                  | Classifiche | Classifiche | Classifiche | Classifiche | Classifiche | Classifiche | Classifiche | Certificazioni |
| Anno | Titolo                  | UK          | IRL         | AUT         | NLD         | SWI         | FRA         | JPN         | Certificazioni |
| ---- | ----------------------- | ----------- | ----------- | ----------- | ----------- | ----------- | ----------- | ----------- | -------------- |
| 1997 | Polythene               | 65          | —           | —           | —           | —           | —           | —           | - UK: Argento  |
| 1999 | Yesterday Went Too Soon | 8           | —           | —           | —           | —           | —           | —           | - UK: Oro      |
| 2001 | Echo Park               | 5           | 57          | —           | —           | —           | —           | —           | - UK: Platino  |
| 2002 | Comfort in Sound        | 6           | 27          | —           | —           | —           | —           | 98          | - UK: Platino  |
| 2005 | Pushing the Senses      | 2           | 16          | 62          | 80          | 75          | 188         | 59          | - UK: Oro      |
| 2008 | Silent Cry              | 8           | 82          | —           | —           | —           | —           | 53          |                |
| 2010 | Renegades               | 16          | —           | —           | —           | —           | —           | 93          |                |
| 2012 | Generation Freakshow    | 13          | 97          | —           | —           | —           | —           | 57          |                |

### Raccolte
- 2000 - Another Yesterday (pubblicato solo in Giappone)
- 2001 - Best Days in the Sun (pubblicato solo in Giappone)
- 2004 - Picture of Perfect Youth
- 2006 - The Singles

## Extended play
- 1995 - Two Colours (pubblicato solo in Giappone)
- 1996 - Swim
- 2001 - Seven Days in the Sun (pubblicato solo in Giappone)
- 2005 - Feel It Again (pubblicato solo in Giappone)
- 2008 - Napster Sessions
- 2009 - Seven Sleepers (pubblicato solo in Giappone)

## Singoli
| Anno | Titolo                      | Classifiche | Classifiche | Classifiche | Classifiche   | Classifiche | Album di provenienza     |
| Anno | Titolo                      | UK          | IRL         | AUS         | US Main. Rock | US Alt.     | Album di provenienza     |
| ---- | --------------------------- | ----------- | ----------- | ----------- | ------------- | ----------- | ------------------------ |
| 1996 | Stereo World                | 128         | —           | —           | —             | —           | Swim                     |
| 1997 | Tangerine                   | 60          | —           | —           | —             | —           | Polythene                |
| 1997 | Cement                      | 53          | —           | —           | 31            | —           | Polythene                |
| 1997 | Crash                       | 48          | —           | —           | —             | —           | Polythene                |
| 1997 | High                        | 24          | —           | —           | 36            | 24          | Polythene                |
| 1998 | Suffocate                   | 37          | —           | —           | —             | —           | Polythene                |
| 1999 | Day In Day Out              | 31          | —           | —           | —             | —           | Yesterday Went Too Soon  |
| 1999 | Insomnia                    | 22          | —           | —           | —             | —           | Yesterday Went Too Soon  |
| 1999 | Yesterday Went Too Soon     | 20          | —           | —           | —             | —           | Yesterday Went Too Soon  |
| 1999 | Paperfaces                  | 41          | —           | —           | —             | —           | Yesterday Went Too Soon  |
| 2001 | Buck Rogers                 | 5           | —           | —           | —             | —           | Echo Park                |
| 2001 | Seven Days in the Sun       | 14          | —           | —           | —             | —           | Echo Park                |
| 2001 | Turn                        | 27          | —           | —           | —             | —           | Echo Park                |
| 2001 | Piece by Piece              | —           | —           | —           | —             | —           | Echo Park                |
| 2001 | Just a Day                  | 12          | 47          | —           | —             | —           | Picture of Perfect Youth |
| 2002 | Come Back Around            | 14          | 45          | —           | —             | —           | Comfort in Sound         |
| 2003 | Just the Way I'm Feeling    | 10          | —           | —           | —             | —           | Comfort in Sound         |
| 2003 | Forget About Tomorrow       | 12          | —           | —           | —             | —           | Comfort in Sound         |
| 2003 | Find the Colour             | 24          | —           | —           | —             | —           | Comfort in Sound         |
| 2003 | Comfort in Sound            | —           | —           | —           | —             | —           | Comfort in Sound         |
| 2005 | Tumble and Fall             | 5           | 26          | —           | —             | —           | Pushing the Senses       |
| 2005 | Feeling a Moment            | 13          | —           | 32          | —             | —           | Pushing the Senses       |
| 2005 | Pushing the Senses          | 30          | —           | —           | —             | —           | Pushing the Senses       |
| 2005 | Shatter/Tender              | 11          | —           | —           | —             | —           | The Singles              |
| 2006 | Lost and Found              | 12          | —           | —           | —             | —           | The Singles              |
| 2006 | Save Us                     | 34          | —           | —           | —             | —           | The Singles              |
| 2008 | We Are the People           | 25          | —           | —           | —             | —           | Silent Cry               |
| 2008 | Tracing Lines/Silent Cry    | —           | —           | —           | —             | —           | Silent Cry               |
| 2010 | Call Out                    | —           | —           | —           | —             | —           | Renegades                |
| 2010 | Renegades                   | —           | —           | —           | —             | —           | Renegades                |
| 2010 | Down to the River/This Town | —           | —           | —           | —             | —           | Renegades                |
| 2011 | Side by Side                | 91          | —           | —           | —             | —           | /                        |
| 2012 | Borders                     | 52          | —           | —           | —             | —           | Generation Freakshow     |
| 2012 | Children of the Sun         | —           | —           | —           | —             | —           | Generation Freakshow     |
| 2012 | Idaho                       | —           | —           | —           | —             | —           | Generation Freakshow     |

## Videografia

### Album video
- 1998 - Polythene: The Video Singles

### Video musicali
- 1996 - Stereo World
- 1997 - Tangerine
- 1997 - Crash
- 1997 - Cement
- 1997 - High
- 1997 - Suffocate
- 1998 - High (versione USA)
- 1998 - Day In A Day Out
- 1999 - Insomnia
- 1999 - Yesterday Went To Soon
- 1999 - Paperfaces
- 1999 - Buck Rogers
- 2001 - Seven Days in the Sun
- 2001 - Turn
- 2001 - Piece By Piece (originale)
- 2001 - Piece By Piece (rimodificato)
- 2001 - Just A Day
- 2002 - Come Back Around
- 2003 - Just The Way I'm Feeling
- 2003 - Forget About Tomorrow
- 2003 - Find the Colour
- 2003 - Comfort in Sound
- 2005 - Tumble and Fall
- 2005 - Feeling a Moment
- 2005 - Pushing the Senses
- 2005 - Tender
- 2005 - Shatter
- 2006 - Lost And Found
- 2006 - Save Us
- 2008 - We Are The People
- 2010 - Call Out
- 2010 - Renegades
- 2011 - Side By Side
- 2012 - Borders
- 2012 - Children Of The Sun
- 2012 - Idaho